# John Forbes Nash
John Forbes Nash Jr. (Bluefield, 13 de junho de 1928 – Nova Jérsei, 23 de maio de 2015), foi um matemático norte-americano que trabalhou com teoria dos jogos, geometria diferencial e equações diferenciais parciais, servindo como Matemático Sénior de Investigação na Universidade de Princeton. Compartilhou o Prêmio de Ciências Econômicas em Memória de Alfred Nobel de 1994 com Reinhard Selten e John Harsanyi.
Nash também foi conhecido por ter tido sua vida retratada no filme Uma Mente Brilhante, vencedor de quatro Óscares (indicado para oito), baseado no livro-biográfico homônimo, que apresentou seu gênio para a matemática e sua luta contra a esquizofrenia.

## Biografia

### Primeiros anos e formação acadêmica
John Nash nasceu no estado da Virgínia Ocidental e foi batizado na Igreja Episcopal dos Estados Unidos. Seus pais foram o engenheiro eletricista John Forbes Nash e a professora de inglês e latim Virginia Margaret Martin. Em 16 de novembro de 1930, sua irmã Martha Nash nasceu.
Aos doze anos, começou a realizar algumas experiências científicas em seu quarto; nessa época, era bastante evidente seu gosto pela solidão, pois preferia fazer as coisas sozinho a estar em contato e trabalhar em grupo. Ele relacionou a rejeição social de seus colegas com piadas e superioridade intelectual, acreditando que as danças e os esportes deles eram uma distração a partir de suas experiências e estudos.
Em sua biografia, Nash observa que foi o livro Homens da Matemática, de Eric Temple Bell - em particular o ensaio sobre Pierre de Fermat - que o fez se interessar pela área. John assistiu às aulas do Colégio de Bluefield, enquanto na escola secundária.
Nash sempre foi um ávido leitor da Time (revista), da Enciclopédia Compton e da Revista Life. Mais tarde conseguiu um emprego na Bluefield Daily Telegraph, um jornal diário da região.
Nash aprendeu com livros fornecidos por seus pais e avôs. Os pais de Nash buscaram oportunidades para fornecer uma boa educação ao filho, arranjando um curso de matemática avançada na Universidade de Bluefield durante seus últimos anos no Ensino Médio.
Martha, sua irmã mais nova, parece ter sido uma criança comum, enquanto seu irmão parecia ser bem diferente das outras crianças. Ela escreveu mais tarde: "Johnny sempre foi diferente. Meus pais sabiam disso. E eles também sabiam que ele era brilhante. John sempre quis fazer as coisas a sua maneira. Minha mãe insistia para eu fazer as coisas por ele, para eu incluí-lo nas minhas amizades... mas eu não estava muito interessada em mostrar o meu estranho irmão".
Mais tarde, frequentou a Universidade Carnegie Mellon, em Pittsburgh, Pensilvânia, onde estudou primeiramente engenharia química, antes de mudar para química. Mais tarde, com o conselho do professor John Lighton Synge, Nash trocou para o curso de matemática. Recebeu tanto seu bacharelado quanto seu mestrado em 1948, no Instituto Carnegie.
Após sua formatura, Nash teve um emprego em White Oak (Maryland), onde trabalhou para um projeto da Marinha dos Estados Unidos, dirigido por Clifford Truesdell.
Richard Duffin, que era professor em Carnegie, escreveu uma carta de recomendação para Nash ingressar em Princeton. Nela, dizia: "Ele é um gênio da matemática."

### Vida pós-graduação
Embora tivesse sido aceito pela Universidade de Harvard, que tinha sido sua primeira escolha devido ao prestígio da instituição e pelos cursos superiores de matemática, além da Universidade de Chicagoe da Universidade de Michigan, Nash recebeu muitas ofertas insistentes do então presidente do departamento de matemática da Universidade de Princeton, Solomon Lefschetz, cuja oferta de uma bolsa John S. Kennedy foi o bastante para convencê-lo de que Princeton o valorizava mais. Além disso, também considerou a proximidade de Princeton com sua família em Bluefield.
Assim, em White Oak, partiu para a Universidade de Princeton, onde trabalhou e desenvolveu o Equilíbrio de Nash. Obteve um doutorado em 1950, com uma tese sobre os jogos não-cooperativos. A tese, escrita sob a supervisão de Albert William Tucker, continha definições e propriedades daquilo que, mais tarde, seria chamado de Equilíbrio de Nash. Esses estudos levaram a três artigos: Equilibrium Points in N-person Games; The Bargaining Problem e Non-cooperative Games.
Seu mais famoso trabalho tem relação com a matemática pura: o teorema da imersão de Nash.
Em 1951, Nash foi para o Instituto Tecnológico de Massachusetts como instrutor de matemática. Após cerca de um ano, ele iniciou um relacionamento com Eleanor Stier, uma enfermeira que ele conheceu quando era um paciente. Eles tiveram um filho, John David Stier, mas Nash abandonou Eleanor Stier após saber da gravidez.
Também no MIT, Nash conheceu Alicia López-Lardé de Harrison (nascida em 1 de janeiro de 1933), uma acadêmica de física de El Salvador, com quem se casou em fevereiro de 1957. Alicia enviou Nash a um hospital psiquiátrico em 1959, devido a sua esquizofrenia; seu filho, John Charles Martin Nash, nasceu pouco tempo depois deste acontecimento.
Nash e Alicia se divorciaram em 1963, mas voltaram a viver juntos em 1970, numa relação não-romântica, em que ela abrigou-o como um companheiro. O casal renovou seu relacionamento após Nash ter sido galardoado com o Prêmio de Ciências Económicas em Memória de Alfred Nobel de 1994. Casaram-se novamente em 1 de junho de 2001.

### Esquizofrenia
Nash começou a mostrar sinais de esquizofrenia em 1958. Nash desenvolveu um comportamento errático de acordo com Alicia. Uma vez, entrando na sala comunal do MIT, chegou na frente de seus colegas e jogando o jornal na mesa, disse que num dos artigos, seres intergalácticos tinham deixado uma mensagem em código que apenas ele era capaz de ler. Devido a sua excentricidade habitual, muitos tomaram esses primeiros sinais como brincadeiras. Mas seu quadro se agravou: chegou a escrever cartas para embaixadas em Washington, se autointitulou "imperador da Antártica" e começou a criar diversas teorias conspiratórias. Quando ameaçou retirar todo seu dinheiro do banco e se mudar para a Europa, Alicia buscou auxílio médico. E com o consenso do MIT, foi internado no Hospital McLean (que abrigava pacientes como professores de Harvard e pessoas famosas) em 1959, quando foi diagnosticado com esquizofrenia paranoide e depressão com baixa auto-estima. Depois de uma problemática estadia em Paris e Genebra, Nash retornou a Princeton em 1960. Permaneceu dentro e fora de hospitais psiquiátricos até 1970, onde passou por tratamentos que utilizavam eletroconvulsoterapia e medicamentos antipsicóticos. Depois de 1970, à sua escolha, ele nunca mais tomou medicação antipsicótica novamente. Segundo Nasar, sua biógrafa, Nash começou a desenvolver uma recuperação gradativa com o passar do tempo. 

### Reconhecimento
Em 1978, foi atribuído a Nash o Prêmio Teoria John von Neumann, por suas descobertas quanto aos equilíbrios não-cooperativos, agora chamado de Equilíbrio de Nash. Ganhou também o Prêmio Leroy P. Steele da American Mathematical Society em 1999.
Em 1994, como resultado de seu trabalho com a teoria dos jogos, que desenvolveu quando estudante de Princeton, recebeu o Prêmio de Ciências Económicas em Memória de Alfred Nobel (junto com Reinhard Selten e John Harsanyi) por seu análise pioneira em equilíbrio na teoria de jogos não cooperativos. Fez dedicatórias do prêmio a Alicia.
Entre 29 de junho e 4 de agosto de 2010, John Nash esteve na Faculdade de Economia e Administração da Universidade de São Paulo, durante o II encontro da Sociedade de Teoria dos Jogos em Comemoração aos 60 anos da Teoria do Equilíbrio de Nash. E, entre os dias 25 e 31 de julho de 2014, a FEA recebeu o workshop “Game Theory and Economic Applications of the Game Theory Society” em que Nash participou, junto a outros três ganhadores do Nobel de Economia: Robert Aumann, Eric Maskin  e Alvin Roth.

### Morte
Nash faleceu no dia 23 de maio de 2015, aos 86 anos de idade, em um acidente de trânsito em Nova Jersey, Turnpike. Sua esposa Alicia Nash de 82 anos também morreu no acidente.
O motorista do táxi que os levava do Aeroporto Newark perdeu o controle do carro. Como nenhum dos passageiros estavam usando cinto de segurança, foram ejetados e mortos. Nash deixou os dois filhos.

## Principais contribuições

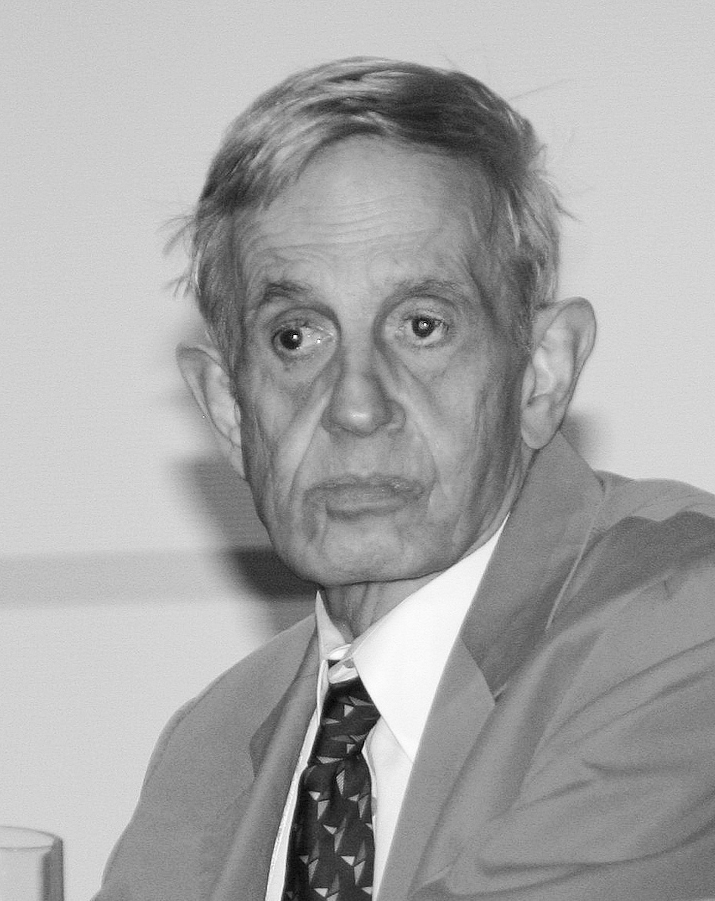
Nash em novembro de 2006 em uma conferência de teoria dos jogos em Colônia, Alemanha

### Teoria dos jogos
Nash obteve um Ph.D. em 1950 com uma dissertação de 28 páginas sobre jogos não cooperativos.
A tese, escrita sob a supervisão do orientador de doutorado Albert W. Tucker, continha a definição e as propriedades do equilíbrio de Nash, um conceito crucial em jogos não cooperativos. Nash ganhou o Prêmio Nobel de Ciências Econômicas em 1994.
As publicações de autoria de Nash relacionadas ao conceito estão nos seguintes documentos:
- 1950: Equilibrium Points in N-person Games[8].
- 1950: The Bargaining Problem.[9]
- 1951: Non-cooperative Games.[10]
- 1953: Two-person Cooperative Games.[24]

Além disso, Nash criou dois jogos populares: Hex (criado independentemente em 1942), e So Long Sucker em 1950 com Melvin Hausner e Lloyd Shapley.

### Geometria algébrica real
Nash também fez um trabalho inovador na área da geometria algébrica real com Real algebraic manifolds.
Seu trabalho em matemática inclui o teorema de incorporação de Nash, que mostra que toda variedade Riemanniana abstrata pode ser realizada isometricamente como uma subvariedade do espaço euclidiano. Nash também fez contribuições significativas à teoria das equações diferenciais parciais parabólicas não lineares e à teoria da singularidade. Mikhail Leonidovich Gromov escreve sobre o trabalho de Nash:

Nash estava resolvendo problemas matemáticos clássicos, problemas difíceis, algo que ninguém mais era capaz de fazer, nem mesmo imaginar como fazer. ... Mas o que Nash descobriu no curso de suas construções de embeddings isométricos está longe de ser 'clássico' - é algo que provoca uma alteração dramática em nossa compreensão da lógica básica da análise e da geometria diferencial. A julgar pela perspectiva clássica, o que Nash conseguiu em seus artigos é tão impossível quanto a história de sua vida ... [H] é o trabalho em imersões isométricas ... abriu um novo mundo da matemática que se estende diante de nossos olhos em ainda direções desconhecidas e ainda espera para ser explorado.
John Milnor fornece uma lista de 21 publicações.
Na biografia de Nash, A Beautiful Mind, a autora Sylvia Nasar explica que Nash estava trabalhando na prova do décimo nono problema de Hilbert, um teorema envolvendo equações diferenciais parciais elípticas quando, em 1956, ele sofreu uma grande decepção. Ele soube que um matemático italiano, Ennio de Giorgi, publicou uma prova poucos meses antes de Nash conseguir a sua. Cada um seguiu caminhos diferentes para chegar às suas soluções. Os dois matemáticos se conheceram no Courant Institute of Mathematical Sciences da New York University durante o verão de 1956. Especula-se que se apenas um tivesse resolvido o problema, ele teria recebido uma Medalha Fields pela prova.
O décimo nono problema de Hilbert questiona se as soluções de problemas regulares no cálculo de variações são sempre analíticas.

### Criptografia
Em 2011, a Agência de Segurança Nacional tornou públicas as cartas escritas por Nash na década de 1950, nas quais ele propunha uma nova máquina de criptografia-decodificação. As cartas mostram que Nash antecipou muitos conceitos da criptografia moderna, que são baseados na capacidade computacional.

### Dinheiro ideal
A ideia do dinheiro ideal é possuir uma moeda baseada em um índice composto por preços de commodities, com referência itens amplamente utilizados pela indústria como referência para o valor do dinheiro.

## Publicações
- 1945: Transactions of the American Institute of Electrical Engineers.[38]
- 1950: The bargaining problem.[9]
- 1950: Equilibrium Points in N-person Games[8].
- 1950: A simple three-person poker game.[39]
- 1951: Non-cooperative Games.[10]
- 1952: Real Algebric Mainfolds.[28]
- 1953: Two-person Cooperative Games.[24]
- 1953: A comparison of treatments of a duopoly situation.[40]
- 1954: C1 isometric imbeddings.[41]
- 1955: A path space and the Stiefel–Whitney classes.[42]
- 1956: The imbedding problem for Riemannian manifolds.[43]
- 1958: Continuity of solutions of parabolic and elliptic equations.[44]
- 1962: Le problème de Cauchy pour les équations différentielles d'un fluide général.[45]
- 1966: Analyticity of the solutions of implicit function problems with analytic data.[46]
- 1995: Arc structure of singularities.[47]
- 2002: Ideal money.[37]
- 2008: The agencies method for modeling coalitions and cooperation in games.[48]
- 2012: The agencies method for coalition formation in experimental games.[49]
- 2016: Open problems in mathematics.[50]

Quatro artigos sobre teoria de jogos (publicados entre 1950 e 1953) e três sobre matemática pura (publicados entre 1952 e 1958) estão reunidos em:
- 2002: The essential John Nash.[51]

## Documentários e entrevistas
- Wallace, Mike (host) (17 de março de 2002). «John Nash's Beautiful Mind». 60 Minutes. Temporada 34. Episódio 26. CBS
- Samels, Mark (director) (28 de abril de 2002). «A Brilliant Madness». American Experience. Public Broadcasting Service. Consultado em 11 de outubro de 2022
- Nash, John (2004). «John F. Nash Jr.» (entrevista). Marika Griehsel. Nobel Prize Outreach
- Nash, John (5 de dezembro de 2009). «One on One» (entrevista). Riz Khan. Al Jazeera English
  - Part 1 no YouTube
  - Part 2 no YouTube
- «Interview with Abel Laureate John F. Nash Jr.». Newsletter of the European Mathematical Society. 97. Martin Raussen and Christian Skau. 2015. pp. 26–31. ISSN 1027-488X. MR 3409221